# Olaiz
Olaiz es un concejo y localidad española del municipio de Oláibar, perteneciente a la Comunidad Foral de Navarra.

## Toponimia
El lugar es conocido como Olaitz en euskera.

## Historia
El lugar tuvo ayuntamiento propio. El municipio de Olaiz desapareció de cara al censo de 1857, cuando se fusionó con el resto de lugares del valle de Oláibar para formar el de Oláibar. Hacia mediados del siglo XIX, el lugar tenía contabilizada una población de 35 habitantes. Aparece descrito en el duodécimo volumen del Diccionario geográfico-estadístico-histórico de España y sus posesiones de Ultramar de Pascual Madoz con las siguientes palabras:

OLAIZ: l. del ayunt. y valle de Olaibar, en la prov. y c. g. de Navarra, aud. terr., dióc. y part. jud. de Pamplona (2 leg.): sit. al N. de esta c. y der. del r. Ulzama: clima frio: tiene 8 casas; igl. parr. de entrada bajo la advocacion de San Miguel, servida por un abad de provision del pueblo, y una fuente para surtido del vecindario. El térm. confina N. Enderiz; E. Osabidez; S. Anoz, y O. Olabe: dentro de su circunferencia y parte O. hay un monte con arbolado donde nace la espresada fuente. El terreno es bastante bueno y productivo: los caminos locales. El correo se recibe de Pamplona por el balijero del valle. prod.: trigo, maiz, vino y menuzeles; cria ganado lanar y vacuno; alguna caza y pesca. pobl.: 8 vec., 35 alm. riqueza: con el valle (V. su articulo).
(Madoz, 1849, p. 227)

En 2023, la entidad singular de población tenía empadronados 37 habitantes. y el núcleo de población, también 37.

## Patrimonio

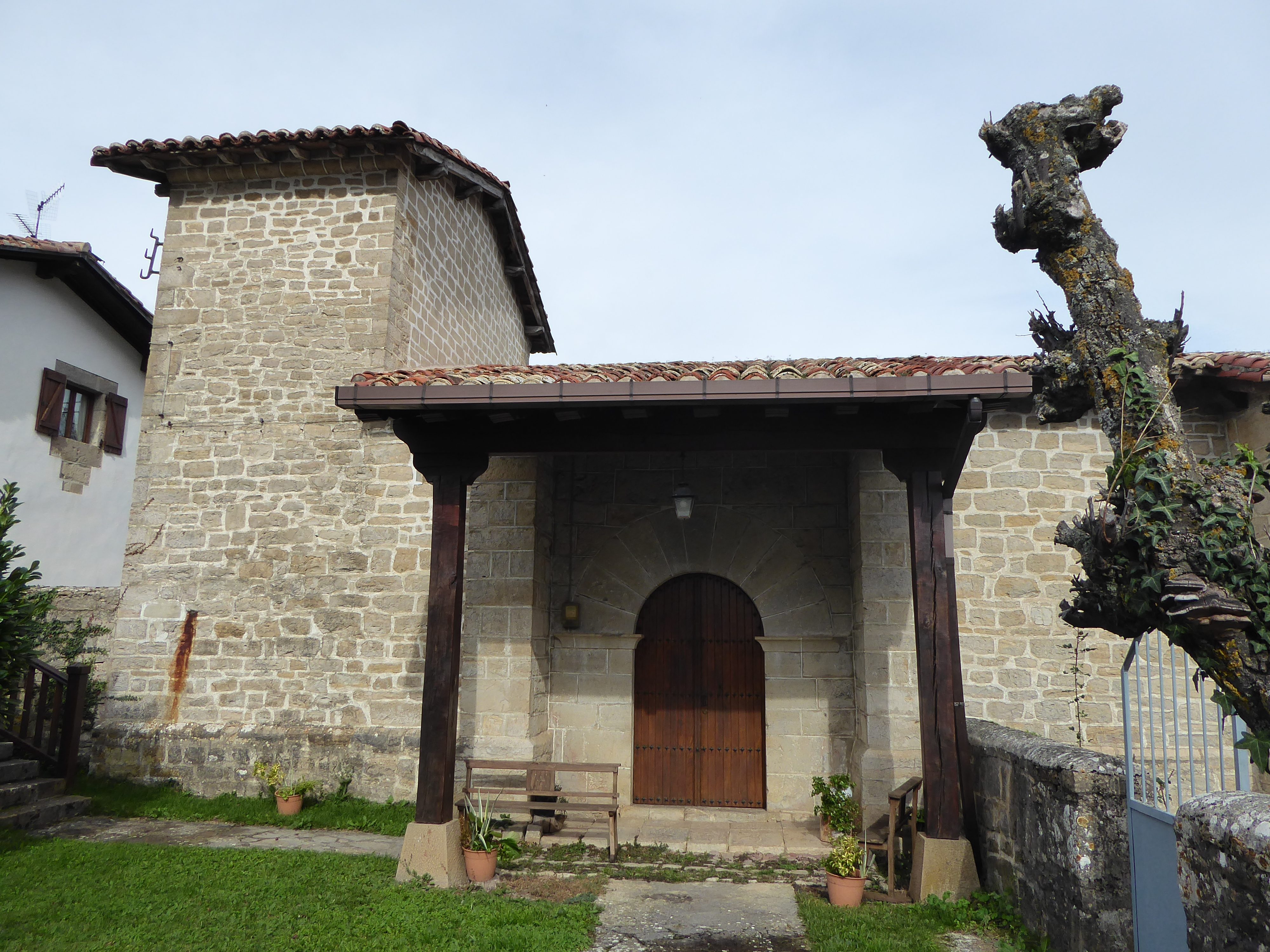
La iglesia de San Miguel

Hay en la localidad una iglesia de San Miguel.